# Riolo Terme
Riolo Terme (Riòl auf Romagnol) ist eine italienische Gemeinde und ein Kurort mit 5785 Einwohnern (Stand 31. Dezember 2023) in der Provinz Ravenna in der Region Emilia-Romagna.

## Geographie
Riolo Terme liegt 45 km südöstlich von Bologna und 48 km südwestlich von Ravenna in den Hügeln am Rande des Appennino Faentino oberhalb der Po-Ebene im Tal des Senio. Die Gemeinde gehört der Comunità Montana dell’Appennino Faentino. Sie grenzt an die Gemeinden Borgo Tossignano, Brisighella, Casola Valsenio, Castel Bolognese, Faenza und Imola.
Die Hauptattraktion der Stadt sind die Thermalbäder die seit der Antike bekannt sind.
Der Name Riolo leitet sich von einem seit langem ausgetrockneten Bach, dem Rio Doccia her. Bis 1914 hieß der Ort daher Riolo Secco (Trockener Bach). Bis 1957 lautete der Namen der Gemeinde Riolo Bagni (Bad Riolo).

## Geschichte
In der römischen Antike war die Gegend mit zahlreichen Villen und Gutshöfen besiedelt. Im 9. Jahrhundert gründeten Benediktiner die Abtei San Petro in Sala. 1336 stellte sich Riolo unter den Schutz von Bologna, das eine Burg errichtete, die in der Folge ein wichtiges Bollwerk darstellte. 1500 wurde es von Cesare Borgia für den Kirchenstaat erobert und 1504 in die Herrschaft Imola eingegliedert. 1859 kam es an das Königreich Italien.

## Politik

### Bürgermeister und Gemeinderat
Alfonso Nicolardi (Mitte-links-Bündnis), bereits 2012–2017 Bürgermeister, wurde für die Amtsperiode 2017 bis 2022 im Amt bestätigt. Sein Mitte-links-Bündnis stellt auch mit neun von 13 Sitzen die Mehrheit im Gemeinderat. Drei Sitze nimmt die Lista Civica und einen die Lista il Popolo della Famiglia.

### Partnerstädte
Partnergemeinden von Riolo Terme
- Oberasbach in Mittelfranken, Bayern
- Sant’Agostino in der italienischen Region Emilia-Romagna, seit 2017 zur neuen Gemeinde Terre del Reno gehörend
- L'Aurence et Glane Développement in der französischen Region Nouvelle-Aquitaine (Gemeindeverbund)

## Weinbau
In Riolo wird Wein, vor allem der Sorten Sangiovese di Romagna, Cagnina di Romagna und Pagadebit di Romagna ausgebaut.

## Sport
Riolo Terme lag auf dem Rundkurs der Straßenradsport-Weltmeisterschaften 2020, die rund um Imola stattfand. Die entscheidende Steigung des Rennens war die von Gallisterna entlang der SP65 (257 m), die auf einer Länge von 1,2 Kilometern eine durchschnittliche Steigung von 12,1 % aufweist.
Die Tour de France 2024 führte auf der 2. Etappe durch Riolo Terme. Auf der „Côte de Gallisterna“ wurde eine Bergwertung der 3. Kategorie abgenommen. Sieger der Bergwertung wurde der Norweger Jonas Abrahamsen.

## Söhne und Töchter des Ortes
- Pellegrino Tomaso Ronchi OFMCap (1930–2018), Ordensgeistlicher und römisch-katholischer Bischof von Città di Castello

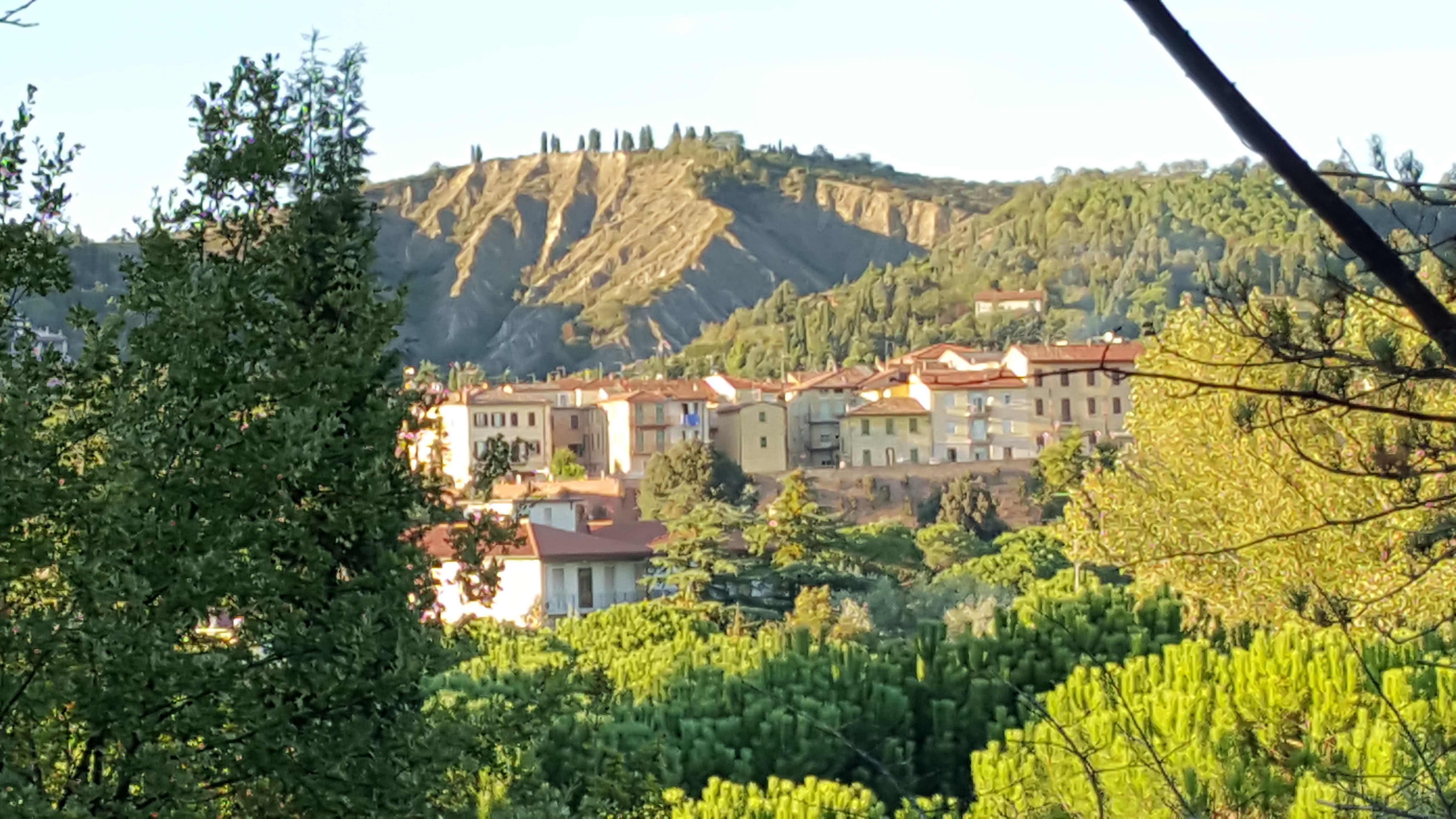
Riolo Terme
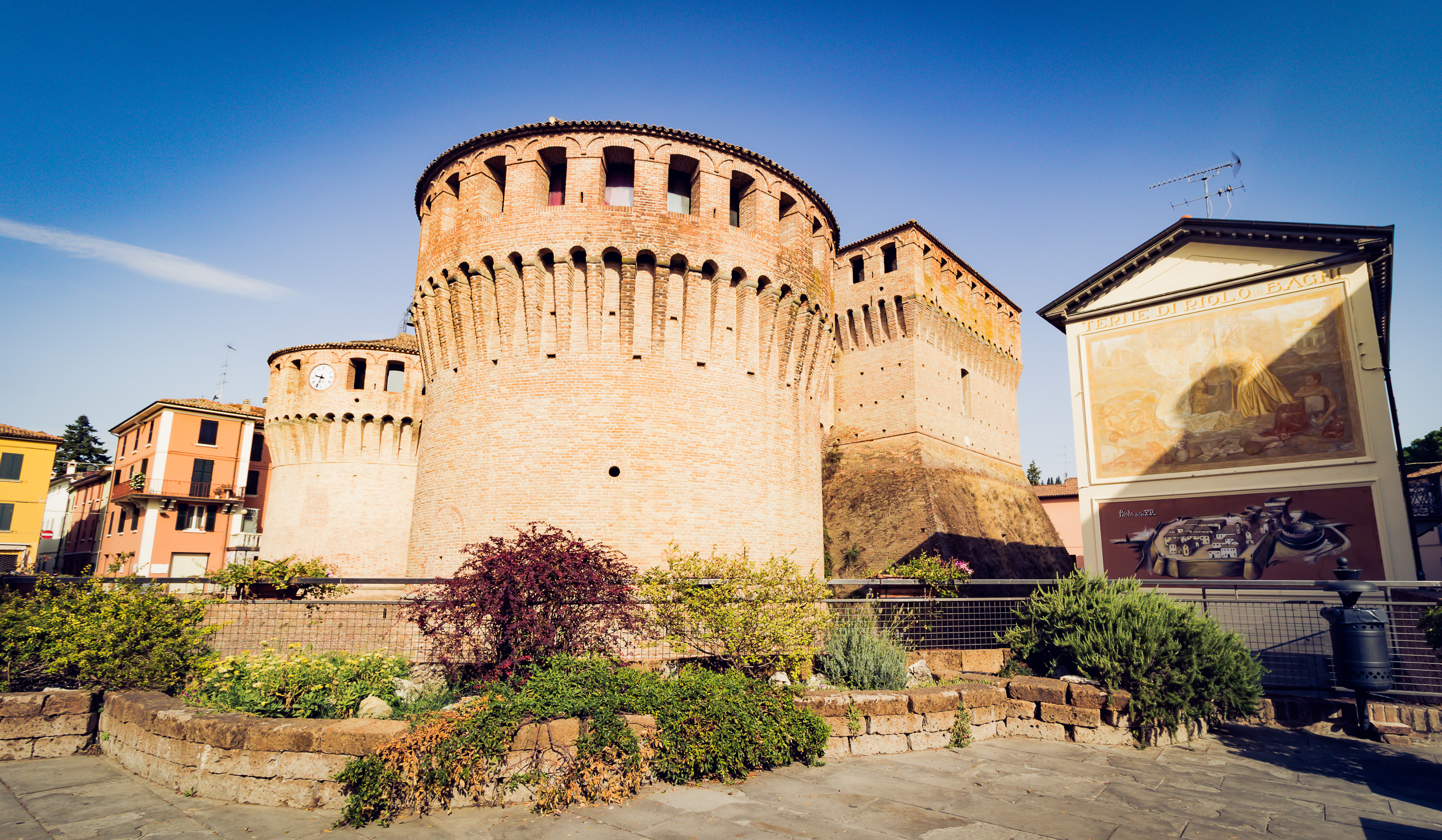
Rocca Sforzesca
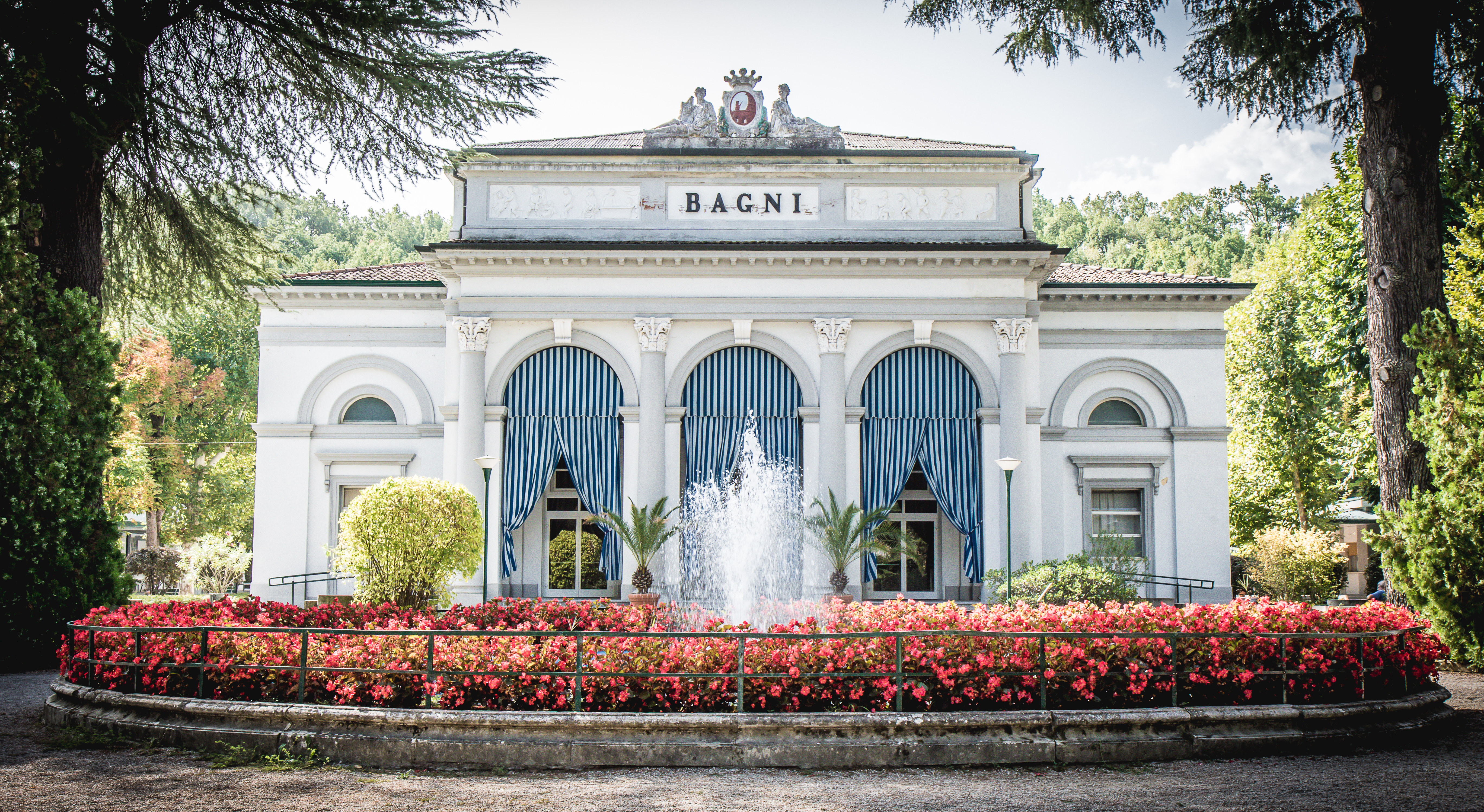
Die Thermen von Riolo Terme
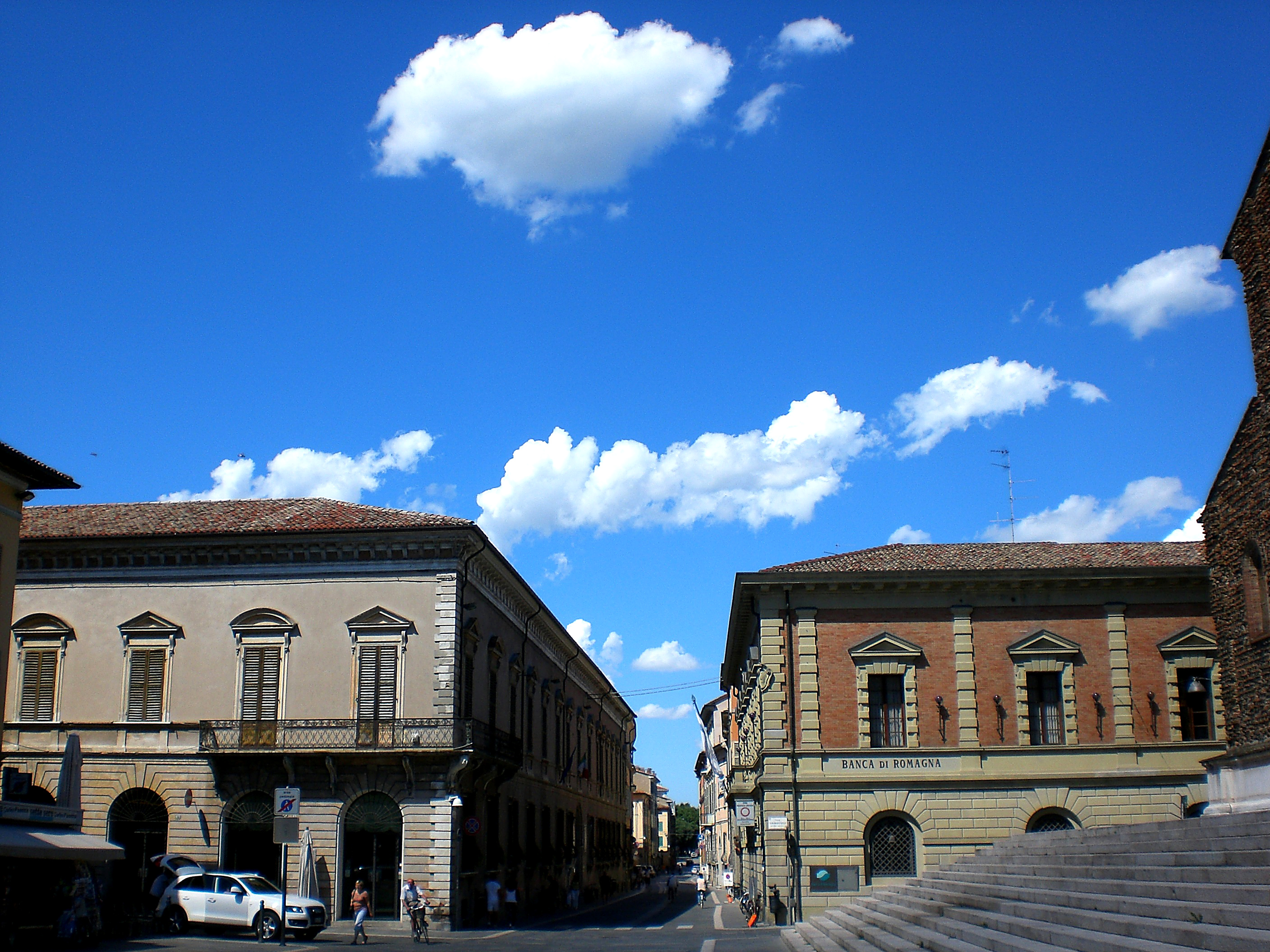
Corso Garibaldi mit dem Palazzo Laderchi (links)